# Corbata (rebosteria)
Corbata és el nom amb què es coneix un dels productes típics de la rebosteria de Cantàbria, principalment elaborat a Unquera (Val de San Vicente) i a San Vicente de la Barquera.
Es tracta d'un pastís de pasta fullada amb forma de corbata o llacet fet amb mantega, sucre, ous, farina de forment i ametlles, i recobert amb una capa de sucre amb ametlles.